# Amazulu (zespół muzyczny)
Amazulu – brytyjski zespół ska z lat 80.
W skład zespołu wchodzili wokalistka Annie Ruddock, gitarzystka basowa Clare Kenny, saksofonistka Lesley Beach, perkusistka Sharon Bailey, gitarzystka Margo Sagov oraz perkusista Nardo Bailey.
Pierwszym singlem, który pojawiła się na listach przebojów był "Cairo" z 1983 roku. Jeszcze większym sukcesem okazały się single "Excitable", "Don't You Just Know It", "Too Good to Be Forgotten" oraz "Montego Bay", które zajęły miejsca w pierwszej dwudziestce w latach 1985–1986. Debiutancki album zatytułowany Amazulu ukazał się w 1988 roku nakładem Island Records.
Po rozwiązaniu zespołu Clare Kenny związała się z zespołem Coming Up Roses, a następnie Shakespears Sister.

## Skład
- Annie Ruddock (ur. 22 lipca 1963) – wokal
- Margo Sagov – gitara
- Clare Kenny – gitara basowa
- Nardo Bailey – perkusja
- Sharon Bailey – perkusja
- Lesley Beach – saksofon

## Dyskografia
- Amazulu (1988)
- Only Love (1993)